# Xã President, Quận Venango, Pennsylvania
Xã President (tiếng Anh: President Township) là một xã thuộc quận Venango, tiểu bang Pennsylvania, Hoa Kỳ. Năm 2010, dân số của xã này là 540 người.